# Reformovaný kostel Zvěstování (Paříž)
Reformovaný kostel Zvěstování (fr. Église réformée de l'Annonciation) je farní kostel francouzské reformované církve v 16. obvodu v Paříži, v ulici Rue Cortambert. Ke kostelu patří též farní dům mezi ulicemi Rue Lekain a Rue de l'Annonciation rovněž v 16. obvodu.

## Historie
Protestantský misionář Eugène Casalis (1812–1891) a ředitel Domu evangelických misií založil v roce 1856 v obci Passy u Paříže protestantskou komunitu, která se v roce 1882 stala farností.
V roce 1891 byl postaven kostel v novorománském slohu zasvěcený Zvěstování Panny Marie.
Zdejší varhany vyrobil v roce 1973 Kurt Schwenkedel ze Štrasburku.